# Región de Moronou
Moronou es una de las treinta y una regiones de Costa de Marfil. En mayo de 2014 tenía una población censada de 352 616 habitantes. Está formada por los siguientes departamentos, que se muestran igualmente con población de mayo de 2014:
- Arrah 80,345
- Bongouanou 165,307
- M'Batto 106,964[1]